# La Tour-Fondue (Chauriat)
La Tour-Fondue est un abri sous roche situé sur la commune de Chauriat, dans le Puy-de-Dôme, en Auvergne, en France. Il a connu plusieurs occupations humaines successives, allant du Moustérien et du Châtelperronien au Paléolithique supérieur.

## Situation
L'abri de la Tour-Fondue se trouve sur le versant sud-ouest du Puy de Pileyre, à moins de 1 km au nord-est du bourg de Chauriat.

## Historique
Sondé sous la direction de Jean-François Pasty.
Une opération de terrain[Quoi ?] est réalisée en 2004 sur une partie de l'abri.

## Stratigraphie
L'abri présente une stratigraphie constituée de plusieurs occupations humaines successives, incluant Moustérien, Châtelperronien et industries du Paléolithique supérieur.

### Châtelperronien
Une couche châtelperronienne a donné une datation par le carbone 14 de 33 402 +/- 554 ans AP qui, si elle était confirmée, serait remarquablement récente pour cette industrie, compte tenu de l'hypothèse qui associe le Châtelperronien aux derniers Néandertaliens.
Les roches utilisées par les auteurs de cette industrie ont été collectées dans un rayon d'une quinzaine de kilomètres autour de l'abri.
Jusqu'à cette découverte, le Châtelperronien n'était connu en Auvergne que sur le site de Châtelperron, situé dans le nord du Bourbonnais (département de l'Allier).